# Komisja Handlu i Usług
Komisja Handlu i Usług – stała komisja X kadencji sejmu PRL oraz I kadencji i II kadencji sejmu III RP. W II kadencji od 24 czerwca 1994 r. działająca jako Komisja Transportu, Łączności, Handlu i Usług

## Prezydium wSejmie II kadencji III RP
- Andrzej Szarawarski (SLD) – przewodniczący
- Jan Król (UW) – zastępca przewodniczącego
- Tadeusz Moszyński (UP) – zastępca przewodniczącego
- Paweł Saar (niez.) – zastępca przewodniczącego
- Wiesław Stasiak (PSL) – zastępca przewodniczącego[1]

## Prezydium wSejmie I kadencji III RP
- Jan Pamuła (PPL) – przewodniczący
- Jan Król (UD) – zastępca przewodniczącego
- Krzysztof Tchórzewski (PC) – zastępca przewodniczącego
- Iwona Zakrzewska (KPN) – zastępca przewodniczącego[2]

## Prezydium wSejmie X kadencji PRL
- Zbigniew Rudnicki (niez.) – przewodniczący
- Eugeniusz Brzeziński (PAX) – zastępca przewodniczącego
- Waldemar Grzywacz (PZPR) – zastępca przewodniczącego
- Włodzimierz Krajewski (PSL) – zastępca przewodniczącego
- Jan Król (UD) – zastępca przewodniczącego[3]